# Stevan Crnobrnja
Stevan Crnobrnja (ur. 21 lutego 1984) – bośniacki niepełnosprawny siatkarz pochodzenia serbskiego, medalista paraolimpijski.
Siatkówkę zaczął uprawiać w wieku 15 lat. Pierwotnie reprezentował Serbię, z którą zajął m.in. 7. miejsce na mistrzostwach Europy w 2017 roku i 5. pozycję na mistrzostwach kontynentu w 2019 roku (podczas drugiego z turniejów był kapitanem reprezentacji). Potem zaczął reprezentować Bośnię i Hercegowinę. W barwach nowej reprezentacji wywalczył brązowy medal podczas Letnich Igrzysk Paraolimpijskich 2020 (zdobył m.in. 12 punktów podczas meczu o brązowy medal przeciwko Brazylijczykom).